# Boboci (okręg Prahova)
Boboci – wieś w Rumunii, w okręgu Prahova, w gminie Jugureni. W 2011 roku liczyła 90 mieszkańców.